# Mecyclothorax constrictus
Mecyclothorax constrictus är en skalbaggsart som först beskrevs av Sharp 1903.  Mecyclothorax constrictus ingår i släktet Mecyclothorax och familjen jordlöpare. Inga underarter finns listade i Catalogue of Life.